# Cerkiew św. Stefana w Łaskowie

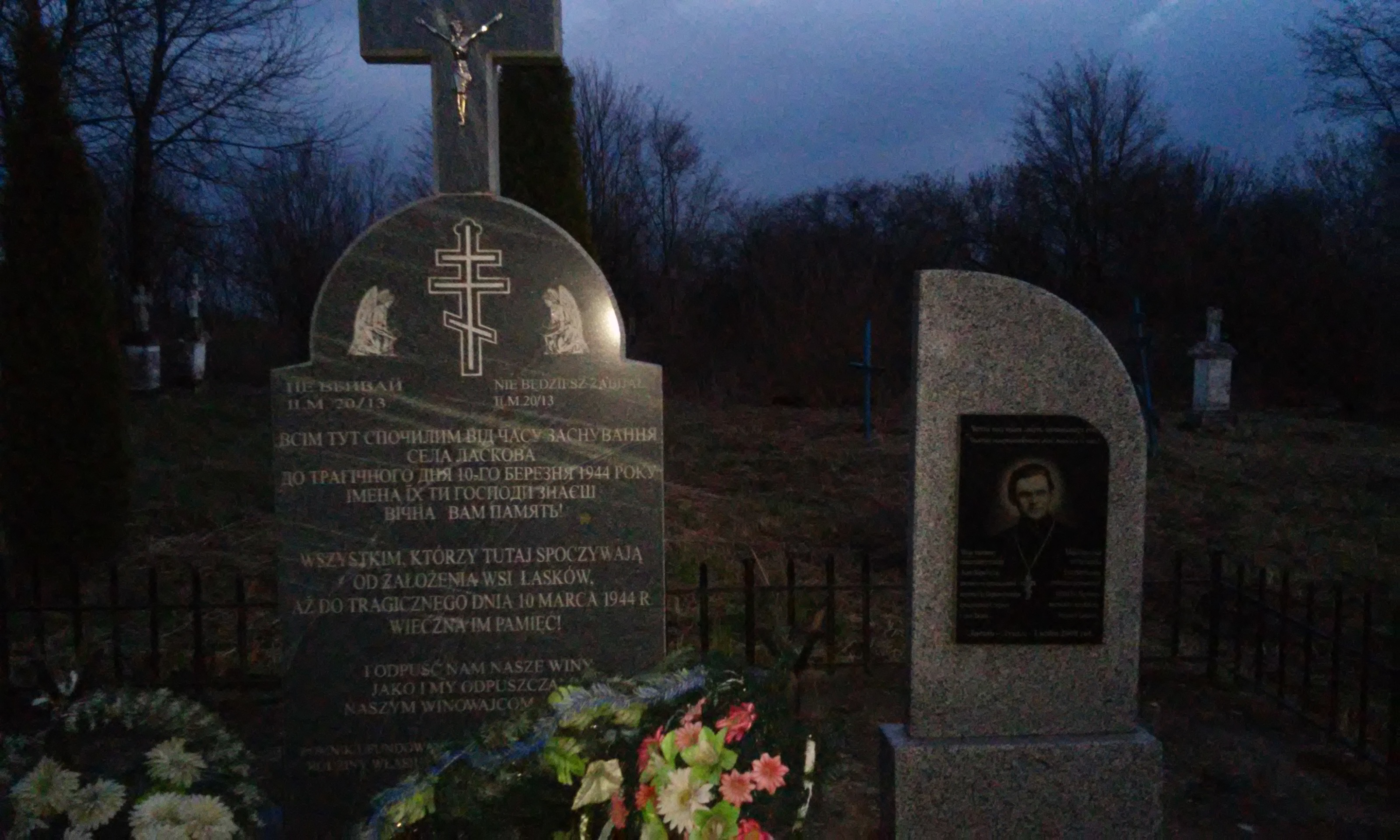
Pomnik zmarłych i zamordowanych mieszkańców Łaskowa na terenie prawosławnego cmentarza. Cerkiew znajdowała się na terenie za pomnikiem, niezajętym przez pochówki

Cerkiew św. Stefana – prawosławna cerkiew w Łaskowie, istniejąca w latach 1890–1938.
Świątynia została wzniesiona w 1889 lub w 1890. Była to cerkiew drewniana, jednonawowa, dwukopułowa, z dzwonnicą ponad przedsionkiem. Przed 1918 była filią cerkwi w Mirczu. W wykazach czynnych cerkwi prawosławnych międzywojennego województwa lubelskiego świątynia nie występuje, gdyż decyzją władz administracyjnych z 1920 została zamknięta do odwołania razem ze świątyniami w Małkowie, Kryłowie, Modryniu i Prehoryłem. Znajdowała się na terenie czynnego cmentarza prawosławnego.
Zniszczona w czasie akcji rewindykacyjnej w 1938.